# Sophie-Charlotte de Salm-Dhaun
Titre
Épouse du comte palatin de Birkenfeld à Gelnhausen
19 août 1743 – 29 mars 1770
(26 ans, 7 mois et 10 jours)
Sophie-Charlotte de Salm-Dhaun, (en allemand : Sophie-Charlotte Wild und Rheingräfin zu Dhaun und Kyrburg), née à Dhaun le 29 août 1719 et morte à Gelnhausen le 29 mars 1770, est une Wild und Rheingräfin zu Dhaun und Kyrburg, devenue, par mariage, en 1743, comtesse palatine de Birkenfeld à Gelnhausen.

## Biographie

### Famille
Sophie-Charlotte, née à Dhaun le 29 août 1719, est la sixième fille et le septième des dix enfants de Charles Wildgraf zu Dhaun und Kyrburg (1675-1733) et de Louise comtesse de Nassau-Sarrebrück à Ottweiler (1686-1773), cousins germains mariés en 1704.

### Mariage et postérité
Elle épouse à Dhaun, le 19 août 1743, Jean de Birkenfeld-Gelnhausen, né à Gelnhausen le 24 mai 1698, second fils de Jean de Birkenfeld-Gelnhausen et de sa seconde épouse Esther-Marie de Witzleben. Lorsque son frère aîné Frédéric Bernard de Birkenfeld-Gelnhausen meurt le 5 août 1739, Jean de Birkenfeld-Gelnausen lui succède en qualité de comte palatin de Birkenfeld à Gelnhausen et Sophie-Charlotte devient comtesse palatine consort de Birkenfeld à Gelnhausen.
De cette union naissent huit enfants, titrés comtes et comtesses palatins de Birkenfeld à Gelnhausen :
- Jean Charles Louis de Birkenfeld-Gelnhausen (Gelnhausen 18 septembre 1745 - Mannheim 31 mars 1789), sans alliance ;
- Christiane Louise de Birkenfeld-Gelnhausen (Gelnhausen 17 août 1748 - Gera 31 janvier 1829), elle épouse en 1773 le comte Henri XXX Reuss zu Gera (1727-1802), sans postérité ;
- Jeanne Sophie de Birkenfeld-Gelnhausen (Gelnhausen 7 janvier 1751 - Gelnhausen 4 juillet 1752) ;
- Guillaume en Bavière (Gelnhausen 10 novembre 1752 - Bamberg 8 janvier 1837), succède à son père en 1780, puis titré duc en Bavière en 1799, épouse en 1780 Marie-Anne de Deux-Ponts-Birkenfeld à Rappolstein (1753-1827), dont postérité ;
- Frédérique de Birkenfeld-Gelnhausen (Gelnhausen 14 novembre 1753 - morte à Gelnhausen le jour de sa naissance) ;
- Sophie Henriette de Birkenfeld-Gelnhausen (Gelnhausen 29 janvier 1757 - Gelnhausen 30 mai 1760) ;
- Christian de Birkenfeld-Gelnhausen (Gelnhausen 1er août 1760 - Gelnhausen 25 novembre 1761) ;
- Jean de Birkenfeld-Gelnhausen (Gelnhausen 9 novembre 1764 - Gelnhausen 24 mars 1765).

Sophie-Charlotte de Salm-Dhaun est la trisaïeule d'Élisabeth de Wittelsbach, impératrice d'Autriche connue sous le nom de Sissi. La famille grand-ducale luxembourgeoise et les familles royales italienne et belge sont des descendantes de Sophie-Charlotte de Salm-Dhaun. Elle meurt à Gelnhausen, à l'âge de 50 ans, le 29 mars 1770. Son mari lui survit jusqu'en 1780.